# Le Volume du vent
Albums de Karkwa
Les Tremblements s'immobilisent
(2005) Les Chemins de verre
(2010)
Le Volume du vent est le troisième album studio du groupe de rock indépendant québécois Karkwa.
Il remporte le prix de l'album alternatif de l'année au 30e gala des prix Félix, et permet au groupe d'être couronné comme « groupe de l'année » lors de ce même gala. En plus, Le volume du vent a été sélectionné pour la longue liste du prix de musique Polaris. 
Karkwa a pu bénéficier de collaborateurs diversifiés pour l'enregistrement de l'album, notamment Patrick Watson, Olivier Langevin et Marie-Pierre Arthur.
L'album est considéré comme l'un des plus marquants de la décennie 2000 et de la scène rock au Québec,. Il est certifié or, signifiant que l'album s'est vendu à plus de 40 000 exemplaires. 

## Liste des pistes
| No  | Titre             | Durée |
| --- | ----------------- | ----- |
| 1.  | Le Compteur       | 5:19  |
| 2.  | Deux lampadaires  | 3:10  |
| 3.  | Échapper au sort  | 3:26  |
| 4.  | Oublie pas        | 3:26  |
| 5.  | Le Frimas         | 1:14  |
| 6.  | Le Temps mort     | 3:00  |
| 7.  | La Façade         | 4:27  |
| 8.  | Mieux respirer    | 4:10  |
| 9.  | Combien           | 4:05  |
| 10. | Le Volume du vent | 2:05  |
| 11. | Le Solstice       | 5:35  |
| 12. | Dormir le jour    | 5:17  |
| 13. | À la chaîne       | 4:26  |

## Réception
L'album a été reçu positivement par les critiques. Thomas Burgel du média français Les Inrockuptibles mentionne:
Pas un hasard si, malgré une forte personnalité propre, on a beaucoup comparé Karkwa à Radiohead : comme eux, leurs morceaux savent se tordre en tous sens, choisir leur direction au gré des rafales, comme eux leurs atmosphères se chargent tour à tour d’ions très négatifs et d’atomes ultra lumineux, capables de passer sous les orages pour aller se frotter au soleil. Pas un hasard si on comparera Karkwa encore un peu plus à Radiohead avec Le Volume du vent : depuis Les Tremblements s’immobilisent, le groupe a encore gagné en ampleur, en maturité. Et pas qu’un peu.
Au Québec, le journal culturel Voir décrit l'album comme « précis, raffiné, ambitieux [et] ouvert sur le rock britannique ». Quant à lui, Sylvain Cormier du quotidien Le Devoir l'explique ainsi:
La force de [karkwa] est de même nature que les meilleurs groupes d'hier et d'aujourd'hui, d'Octobre à Radiohead en passant par Pink Floyd [...] : l'expérience est totale. L'album commence, le vent nous soulève et ne nous redépose pas avant la fin. Si on veut, on peut s'attacher aux textes, les laisser résonner longtemps. Si on veut, on peut s'abandonner aux modulations des musiques, tout aussi longtemps.